# Dacre Montgomery
Dacre Kayd Montgomery-Harvey (Perth, West-Australië, 22 november 1994) is een Australische acteur, bekend om zijn rollen als Jason Lee Scott in Power Rangers en Billy Hargrove in Stranger Things. Op 11 juli 2019 begon hij met een eigen podcast met poëzie, genaamd "DKMH".

## Vroegere leven
Hij is een zoon van Judith Barrett-Lennard en Scott Montgomery-Harvey, die zelf in de filmindustrie werkten. Hij heeft een jongere zus. Hij begon met acteren in het theater op 11-jarige leeftijd. Montgomery behaalde in 2015 een diploma in acteren aan de WAAPA van de Edith Cowan University.

## Rollen

### Films
| Jaar | Titel                | Rol                      | Opmerkingen |
| ---- | -------------------- | ------------------------ | ----------- |
| 2011 | Betrand the Terrible | Fred                     | Korte film  |
| 2015 | Godot's Clinic       | Barnabus Stottle         | Korte film  |
| 2017 | A Few Less Men       | Mike                     |             |
| 2017 | Power Rangers        | Jason Scott / Red Ranger |             |
| 2017 | Better Watch Out     | Jeremy                   |             |
| 2022 | Elvis                | Steve Binder             |             |

### Televisie
| Jaar      | Titel           | Rol                          | Opmerkingen                                          |
| --------- | --------------- | ---------------------------- | ---------------------------------------------------- |
| 2017–2022 | Stranger Things | Billy Hargrove / Mind Flayer | hoofdrol (seizoen 2–3), terugkerende rol (seizoen 4) |

### Muziekvideo's
| Jaar | Titel       | Artiest             | Rol      |
| ---- | ----------- | ------------------- | -------- |
| 2015 | "Old Souls" | Make Them Suffer    | Robert   |
| 2017 | "Chateau"   | Angus & Julia Stone | Lead Man |

- Biblioteca Nacional de España: XX5704483
- Bibliothèque nationale de France: cb171576011 (data)
- Gemeinsame Normdatei: 1235311198
- International Standard Name Identifier: 0000 0004 6357 217X
- Library of Congress Control Number: no2017084610
- Nederlandse Thesaurus van Auteursnamen: 411275569
- Virtual International Authority File: 5671149919442906650000
- WorldCat: E39PBJvMBWq6DgF4XVhwFGhj4q